# Ecaterina Guicaová
Ecaterina Guicaová (* 9. října 1993 Bukurešť) je kanadská zápasnice – judistka rumunského původu.

## Sportovní kariéra
S judem začínala v Montréalu v 5 letech kam se s rodinou v přistěhovala z Rumunska v roce 1995. Vrcholově se připravuje v národním tréninkovém centru INS Québec pod vedením Jérémy Le Brise a Sashi Mehmedovice. V kanadské ženské reprezentaci se pohybuje od roku 2013 v pololehké váze do 52 kg. V roce 2016 se vybojovala panamerickou kontinentální kvótu pro start na olympijských hrách v Riu, kde nestačila v úvodním kole na Rusku Nataliji Kuzjutinovou.

### Vítězství na mezinárodních turnajích
- 2013 – 1x světový pohár (Apia)
- 2015 – 2x světový pohár (Salvador, Wollongong)
- 2018 – 1x světový pohár (Odivelas)

## Výsledky
| Olympijské hry          |    |     |   | — |     |   |     | úč. |     |     |  |  |  |  |  |  |  |  |  |  |  |
| Mistrovství světa       | —  | —   | — |   | —   | — | úč. |     | úč. | úč. |  |  |  |  |  |  |  |  |  |  |  |
| Panamerické hry         |    |     | — |   |     |   | 2.  |     |     |     |  |  |  |  |  |  |  |  |  |  |  |
| Panamerické mistrovství | —  | —   | — | — | —   | — | 3.  | 2.  | 3.  | 3.  |  |  |  |  |  |  |  |  |  |  |  |
| MS juniorů              | —  | úč. | — |   | úč. |   |     |     |     |     |  |  |  |  |  |  |  |  |  |  |  |
| MS dorostenců           | 5. |     |   |   |     |   |     |     |     |     |  |  |  |  |  |  |  |  |  |  |  |